# Backruta
Backruta (Thalictrum simplex) är en ört som blir upp till åtta decimeter hög och blommar från juni till juli.